# Rabel
El rabel es un instrumento de cuerda frotada similar al violín, que está formado por un número variable de cuerdas, entre 1 y 5. El sonido se obtiene frotando las cuerdas con un arco mientras el instrumento se apoya (1) en el hombro-pecho o (2) en el costado, en caso de tocar de pie, o (3) sobre el muslo de una pierna o (4) entre las dos piernas, en caso de tocar sentado.
Fue introducido en la península ibérica por los árabes, extendiéndose y alcanzando su máximo nivel de popularidad durante la Edad Media y el Renacimiento. Actualmente se conserva especialmente por la cordillera Cantábrica (sobre todo en Cantabria, Palencia, Asturias y León), así como en Portugal, y en un ámbito más disperso en Ávila, Cáceres, Zamora, Burgos, La Rioja y Toledo. En todos estos lugares ha persistido como instrumento tradicional, en general conservado gracias a la tradición musical de los pastores involucrados en la trashumancia. En América Latina se encuentra en Panamá y en el sur de Chile, específicamente en la Isla Grande de Chiloé.

## Etimología
La Real Academia Española explica su procedencia del árabe hispánico rabáb, y este del árabe clásico رباب rabāb (rebeb, rabab, rubebe, rabe, etc). El uso del vocablo rabel está documentado en la península ibérica desde la segunda mitad del siglo XV, para aquellos instrumentos de cuerda que se frotaban, llegando a utilizarse para denominar a violas y violines, incluso en Suramérica, en detrimento de otros nombres en beneficio de este genérico.
También se le llama rebec, rebab, rebeca, rabeba, rubeba. En algunos territorios de la península ibérica se le conoce así mismo como arrabel, aunque este nombre designa también a un instrumento totalmente diferente, de los clasificados como idiófonos. Es el caso de la carrañaca, ginebra o huesera, en Castilla, o la bandurria d’ossos, en Cataluña. En estos casos, su denominación afirma la raíz etimológica grecolatina de rabel, ya que, arrabilar, es mover algo, como las manos, simulando el movimiento de un rabo. En lengua asturiana, rabil, se aplica a aquellos objetos que, como las manivelas, accionan algún movimiento mecánico. La colocación precedente de la vocal /a/ es un recurso gramatical muy utilizado en varios puntos de la geografía peninsular, sin conexión alguna con la fórmula de articulación árabe.
Otros instrumentos utilizados en ese tiempo, que aunque son también de cuerda frotada, tienen características distintas, son: vihuela (escrito también viuela, vigüela e incluso vivuela —esta última forma documentada en el Poema de Alfonso Onceno: «el laúd iban tañiendo / estromento falaguero, / la vivuela entremetiendo / el rabé con el salterio»—), viela o viola de arco, también llamada fidle o fídula, giga, lira bizantina, etc.
En Cantabria, Asturias, Montañas de León y Montaña Palentina también es un instrumento muy arraigado, especialmente en Cantabria, donde diferencian la manera de tocarlo: si es sentado y sobre las piernas lo denominan bandurria o rabel purriego, si es apoyado en el pecho rabel o rabel campurriano. La designación rabel convive indistintamente con el término bandurria en ciertas comarcas de la Montaña Oriental de León y Fuentes Carrionas, si bien en estos lugares se ha perdido la técnica de sentado, aunque hubo testimonios de ello hasta los años 20 del siglo XX.
En Panamá, el Rabel es conocido como rabo de michu, cuya traducción al español sería rabo de gato, hasta el momento la teoría más aceptada sobre el origen de aquel nombre, es que las cuerdas del Rabel al ser frotadas emiten sonidos similares a los maullidos de los gatos al copular. Este nombre podría estar ligado al nombre "Rabo", denominación Arcaica con que se le conoció al instrumento en España antes de evolucionar a la denominación Rabel.

## Descripción
En la construcción se usa un trozo de madera ahuecado que puede tomar distintas formas. Lo más importante de su construcción es que no existe un patrón único. Existen en la tradición instrumentos hechos con más de una pieza. Actualmente, sobre todo en Cantabria, su tipología se ha multiplicado y en ocasiones nada tienen ya que ver con los modelos tradicionales. Modernamente, aproximadamente en los últimos 30 años, se han producido cambios en los instrumentos buscando sonoridades distintas a las conocidas.
En algunos casos, se trata de un instrumento similar a un violín, aunque los modelos más arcaizantes conservan elementos anteriores a la aparición del violín con el formato que conocemos hoy día, y que surge a mediados del siglo XVI.
El uso popular y la tradición han conservado instrumentos de variadas tipologías, que suelen reflejar, solamente, el uso musical de una o dos cuerdas, a pesar de poseer, a veces, un número mayor.
En Panamá, el rabel se construye de la siguiente manera: La tapa suele fabricarse de balsa y todo el resto del instrumento de árbol de cedro o de jamaico. Para fabricar el arco, al cual se le da forma curva y tendida análoga se usa el martillo. Las cuerdas salen de la crín del caballo.

### Afinación

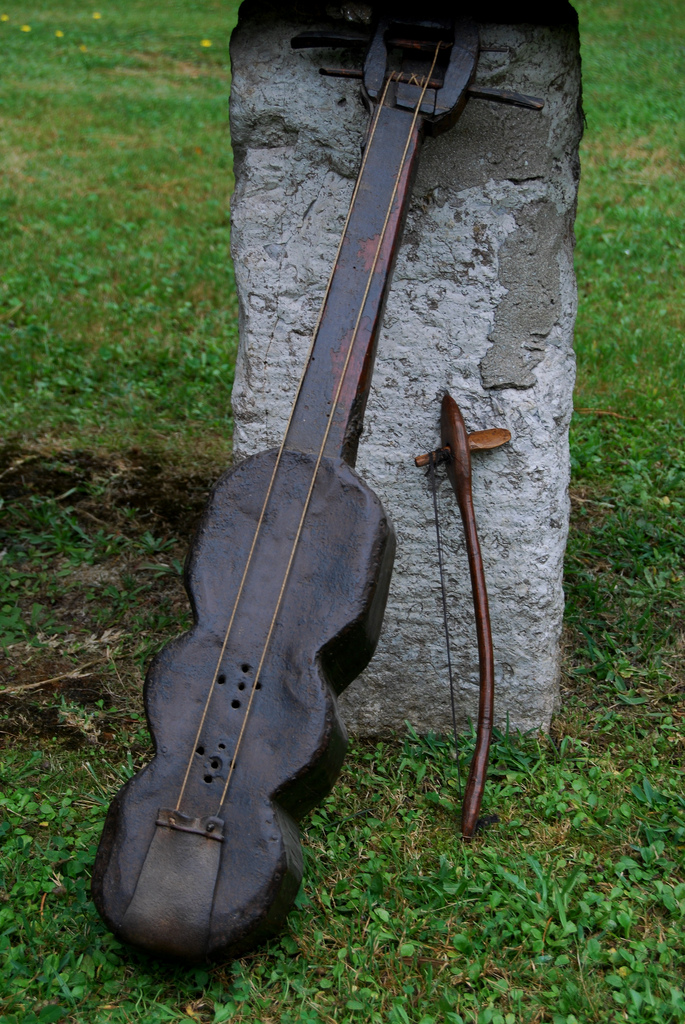
Rabel del, en el Museo Etnográfico de Cantabria.

Nacido el número de cuerdas abarca, según tipologías y zonas, desde tres a una cuerda.
El uso de instrumentos cordófonos tradicionales ha primado el uso de afinaciones por cuartas y quintas, utilizando una de las cuerdas como acompañamiento bien rítmico para remarcar en el baile, bien de sonido de bordón. El instrumentista podía, y puede, afinar la nota tónica a la altura de su voz para cantar más a gusto.
El rabel sanabrés de Porto de Sanabria (Zamora) de tres cuerdas, la forma tradicional de afinarlo era poner al unísono las dos cuerdas graves y tensar "a ojo" la cantante, a continuación deslizar el dedo índice por ella hasta conseguir un sonido acorde de las tres, fijado ahí este dedo a modo de cejilla se interpreta la melodía con los otros tres dedos, empleando solamente el tramo que la mano alcance.
La bandurria asturiana, de tres cuerdas, se afina por cuartas. Siendo la 3.ª y la 1.ª cuerdas afinadas al unísono una octava más alta la última, y siendo la 2.ª afinada a la 4.ª de esa nota. La tercera cuerda solamente tiene función de bordón. Esta afinación es aplicable al resto de bandurrias o rabeles limítrofes a Asturias y de 3 cuerdas (Riaño, Fuentes Carrionas, Liébana, Polaciones...)
Los rabeles de dos cuerdas se afinan en cuartas también, siendo la segunda cuerda bordón de la primera en la mayoría de los casos, aunque, como en el valle de Polaciones (Cantabria), en La Montaña de Palencia y Riaño (León) como en algún ejemplar de Campoo (Cantabria) también se suele utilizar como cantante, según exija la tonada.
Los rabeles ya de una cuerda (Cáceres, Toledo y Ávila)se afinan evidentemente adaptándolo a la voz del tañedor, ya que no tiene bordón alguno. Una característica de estos rabeles es el puente agujereado para pasar por él la cuerda, evitando así que se pierda la pieza en cuestión.

## Historia

### Orígenes

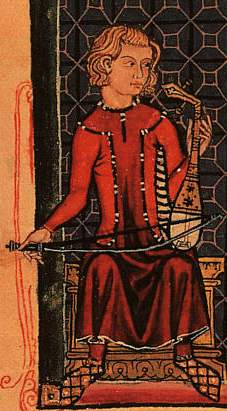
Reconstrucción del rabel que aparece en la cantiga 170 de Alfonso X (pintura).

Se conocen grabados, ilustraciones y referencias al rabel desde la Edad Media, aunque es evidente que su origen es más remoto.
Tradicionalmente se suele asociar este tipo de instrumentos de cuerda frotada con el legado árabe, y, si bien hay muchas similitudes y coincidencias, también existe una discusión llena de matices sobre este hecho (la forma de tañerlo sobre las piernas o sobre el pecho, su construcción etc). Lo cierto es que el rabāb o rebab, el instrumento de cuerda frotada del mundo islámico, fue introducido en Occidente merced a la conquista de la península ibérica (en tanto que la evolución de la lyra bizantina fue hacia la fidula. La fidula tiene más cuerdas y una tesitura más grave que el rabel.)
Generalmente, se suele acudir a la iconografía medieval en busca de los rabeles primitivos, mas en muy pocos casos se encuentra una similitud clara en sus estructuras que los relacionen directamente con las tipologías tradicionales conocidas actualmente. Esto ha generado, recientemente, entre artesanos y músicos, la aparición de copias de antiguos instrumentos que pueden documentarse en el siglo X y posteriores, a los que se les denomina rabeles sin documentación que lo atestigüe.
El rabel es producto evolutivo de la tradición y cultura populares. De sus orígenes exactos no hay certeza alguna, aunque todo apunta a aquellos primitivos instrumentos anteriores incluso a la Edad Media y de uso, lógicamente, más universal.

### Evolución
El uso tradicional del rabel se ha mantenido con mayor o menor fortuna según los territorios, y es en Cantabria donde ha tenido un auge en los últimos tiempos. Esta pujanza ha conllevado variaciones de todo tipo en el instrumento, en la forma de tocarlo y entenderlo.
En Panamá, el Rabel fue utilizado desde la época colonial para acompañar el canto y el baile de la Mejorana y como instrumento melódico en la Cumbia y el Punto. En los primeros años del siglo XX, el rabel comenzó a ser reemplazado paulatinamente por los violines importados desde Europa. Actualmente quedan muy pocos cultores del instrumento en las provincias de Herrera y Veraguas, y más exactamente en las comunidades de Los Pozos, Ocú, Cañazas, Las Minas, Ponuga, Santeños y La Atalaya.

## Repertorio
Las jotas cantando coplillas con un tono subido o soez, por denominación moderna se las conoce popularmente como "rabeladas". 
Con este instrumento se tocan jotas en todas sus variantes (a lo pesao, etc), así como bailes binarios como por ejemplo los "bailes a lo ligero" o "titos"(por la zona de Riaño y Oeste de la Montaña Palentina), y cómo no, lo más representativo de su repertorio: Los romances. Romances que si bien muchas veces son localistas, por lo general (y con sus lógicas variedades comarcales o personales) suelen ser los mismos temas, sirviendo de ejemplo universal el conocido como La Loba Parda, donde se narran los hechos acontecidos a una loba vieja que es sorprendida por los perros pastores robando una oveja del rebaño, y que es cantado por todas las rutas de la Trashumancia al son del rabel, desde Extremadura a Los Picos de Europa, y desde Madrid hasta La Rioja.
Son siempre melodías sencillas, que se adornan según el gusto del rabelero, y que suelen abarcar por lo común una extensión de 5 notas a lo sumo (experimentados instrumentistas tradicionales llegan a tocar 6, aunque hoy en día muchos son los que sabiendo tocar otro instrumento de cuerda se pasan a este y logran sacar de él auténticas escalas) y en determinadas ocasiones, en los instrumentos donde esta aparece, al usar la segunda cuerda como cantante, se pueden llegar a extraer otras 3 o 4 notas más aparte.
Las agrupaciones de métrica musical más extendidas vienen por regla general estipuladas por el uso del troqueo o trocaico, yambo y de los tetracordos, que es lo que confieren esa particularidad común al instrumento sea cual sea su procedencia y que le confiere su peculiar e inconfundible característica sonora.

## Intérpretes destacados

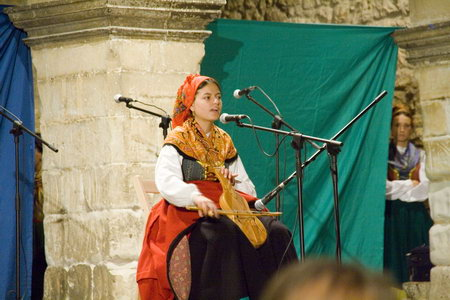
Rabel al modo purriego en Santillana del Mar (Cantabria, España).

Un rabel, tradicionalmente en aquellas zonas donde se conoce su uso, se toca en dos estilos: uno apoyado en el hombro-pecho, o sobre las costillas, y generalmente de pie, que sería el estilo campurriano (de Campoo); y otro sentado apoyando el instrumento entre las piernas, que sería el estilo purriego, de Polaciones.
Uno de los rabelistas más reconocidos de todos los tiempos ha sido el purriego Pedro Madrid, el cual ha pasado a la historia. Este músico modificó la tipología y sonoridad del rabel realizando grandes avances que ahora emplean sus sucesores.
De entre los rabelistas de Cantabria ya fallecidos, alcanzaron gran popularidad, además de Pedro Madrid, Antonio Morante "Quintana", Adela Gómez Lombraña, Antonio López Morante, conocido como "Lin, el airoso", Donato Muñoz o Paco Sobaler. En la Montaña Oriental Leonesa, en la localidad de Las Salas, hay que destacar un rabelista popular, constructor de rabeles ya fallecido, Alfredo González Largo.
Así también, trabajan en la recuperación y difusión del rabel las personas del Albergue de Olea, cercano a Reinosa, donde se han celebrado interesantes encuentros musicales en los últimos años, con la edición de discos y vídeos incluidos. También la ASC Pejanda de Polaciones celebra todos los años el “Alcuentru”, punto de encuentro de bandurrieros/rabelistas procedentes de diferentes puntos. Así mismo, el Ayuntamiento de Polaciones celebra desde hace ya más 25 años el Certamen de Rabel Valle de polaciones, en lo que es hasta la fecha la mayor concentración de bandurrieros/rabelistas. A todo ello hay que sumar la enseñanza, con criterio dispar, de interpretación al rabel en diferentes escuelas de música tradicional de Cantabria.
En Asturias, el Muséu del Pueblu d'Asturies de Gijón tiene en su archivo sonoro las grabaciones de bandurrieros asturianos como David Caballín (encestado el colectivo etnográfico Urogallos en 1981 y por Manuel Santiago López Rodríguez de colectivo etnográfico la Quintana en Gijón en 1982) y Cefero Traviesas (encuestado por el colectivo etnográfico Urogallos en Riosa en 1981). Ambos bandurrieros, fallecidos en la década de los años 1980, eran oriundos del concejo de Campo de Caso, donde se documenta la práctica totalidad de la tradición de bandurria asturiana heredera de otros bandurrieros casinos sobre los que hay noticias orales, como Antón de Xica, Xuan de Florán o Manuel d'Anxela. En el Museo Etnográfico de Cantabria, en Muriedas, en el de El Pajar, en Proaño, y en la casa del rabel, en Quintana de Toranzo, se encuentran algunos ejemplares de rabeles interesantes. Algunos de estos instrumentos fueron estudiados a mediados de la década de 1970 por Fernando Gomarín.
Más al sur, en la provincia de Toledo encontramos rabelistas como Faustino Espejel de Las Ventas de San Julián o Victoriano Petaco de Lagartera. Estos dos rabelistas aparecen en las grabaciones realizadas por SAGA en "Los últimos tañedores del rabel". Igualmente merecen especial mención los rabelistas Manuel, José y Anastacio Reviriego junto a Eduardo Oliva Pascual grabados por Alan Lomax  en la localidad toledana de Lagartera. 
Rabelista destacado en esta comarca del Campo Arañuelo es el vecino de La Calzada de Oropesa Heliodoro Pulido Rodríguez, tanto en la confección de rabeles como en el arte de tocarlo, siempre a la antigua usanza, con una sola cuerda. Sirve como ejemplo de su pasión por este instrumento el reportaje que le dedicó TVE en su programa España Directo, emitido el 12 de mayo de 2022.

## El rabel en la cultura popular
Se hace mención de rabeles en cuentos populares donde la astucia y la importancia del lenguaje musical acaban librando de unos malhechores a un infortunado pastor. Como en el caso de la historia recogida en las Viniegras, en La Rioja, que cuenta cómo un pastor que estaba en su chozo oyó llegar a unos ladrones. Como estaba solo se le ocurrió coger el rabel y hacerlo hablar cantando:
Tú, Manuel, que ibas por vino,
tú, Manuel, que ibas por pan,
coge la mula alazana
y ve a dar parte al lugar,
que han venido unos ladrones
y nos han venido a robar,
que tu ovejita cornuda
cociendo en el caldero está.
Manuel, que volvía del pueblo más cercano de comprar vino y pan, se dio cuenta del mensaje de su compañero y fue a "dar parte al lugar"; los ladrones fueron detenidos.